# Irina Lazareanu
Irina Lazareanu est un mannequin et chanteuse canadienne, née le 8 juin 1982. Ses parents sont des réfugiés politiques roumains partis au Canada. Elle grandit dans l’art et la passion pour la danse classique, qui la pousse même à partir étudier à Londres. Après un accident au genou, elle doit abandonner tout espoir de carrière dans le ballet. Elle se passionne pour le rock, accompagnée de son ami d'enfance Pete Doherty, puis se lie d’amitié avec Kate Moss et compose des chansons pour les Babyshambles. Elle est engagée à 17 ans par une agence montréalaise, Giovanni, dans le but de payer son loyer.
Elle vit aujourd'hui entre Londres, Paris et Barcelone.
Travaillant essentiellement pour les créateurs français, américains et italiens, Irina Lazareanu tente parallèlement de se faire un nom dans la musique, et va réaliser un album avec Sean Lennon.